# Schwansen

Na mapie pokazane są półwyspy Angeln (na wschód od Flensburga i Schleswiku) oraz Schwansen (na południe od Schlei)

Schwansen (dan. Svans lub Svansø, oznacza „jezioro łabędzie”) – półwysep na terenie niemieckiego landu Szlezwik-Holsztyn, wystający w Zatokę Kilońską. Półwysep położony jest pomiędzy Zatoką Eckernförde na południu a zatoką Schlei na północy.
Południowojutlandzki dialekt języka duńskiego był ciągle w użyciu na terenie Schwansen około roku 1780. Dania utraciła Schwansen podczas wojny duńskiej w 1864 roku.